# Константинополска латинска патриаршия
Латинският патриархат на Константинопол се създава през 1204 г. вследствие на завладяването на Константинопол при Четвъртия кръстоносен поход. Френски кръстоносци, подпомагани от Република Венеция, създават Латинската империя и изгонват православния патриарх на Константинопол. След обратното завладяване на града през 1261 г. при Михаил VIII Палеолог и края на Латинската империя латинският патриарх в Константинопол отново се създава като титла, за да се запази претенцията на римокатолическата църква за традиционното патриаршеско седалище на Изток. На Латинския патриарх на Константинопол е дадена като Патриархална базилика „Свети Петър“ в град Ватикан. От 1948 г. този Латински Титулар-патриархат не се заема повече. Титлата e премахната през 1964 г., с изключение на Латинския патриах на Йерусалим, на II Ватикански събор и на база на решението, взето от Папа Павел VI и православния Констатинополски патриарх Атинагор I.

## Списък на латинските патриарси на Константинопол
- Томас Моросини, 1204–1211
- Вакант, 1211–1215
- Gervasius, 1215–1219
- Вакант, 1219–1221
- Matthaeus (Mathias), 1221–1226
- Johannes Halgrin (Alegrin), 1226–1227
- Simon, 1227–1232
- Вакант, 1232–1235
- Nikolaus von Castro Arquato (от Пиаченца), 1235–1251
- Вакант, 1251–1253
- Титулар-патриарси
- Pantaleon Giustiniani, 1253–1261
- Вакант, 1261–1286
- Джироламо Маши, O.F.M. 1278–1288
- Peter Correr (или Corrario), 1288–1302
- Leonhard Faliero, 1302–1305?
- Nikolaus von Theben, 1308–1330?
- Cardinalis, 1330–1335
- Gozzio Battaglia (или Battaglini), 1335–1338
- Robert, 1338?–1341
- Heinrich, 1341–1345
- Stephan, 1346
- Wilhelm Pustrella (или Pusterla), 1346–1361
- Peter Thomas, 1362–1366
- Paul, 1366–1372
- Hugolin Malabranca, 1372–1374
- Jakob von Itri, 1376–1378
- Wilhelm von Urbino, 1379
- Paul von Korinth, 1379
- Matthäus, ?–?, († 1404)
- Анджело Корер, 1390–1406
- Ludwig von Mitylène, 1406 – 1408
- Antonio Correr, 1408
- (Alfons d'Exéa, 1409)
- Franz Lando, 1409–1411/2
- Jean de Rochetaillée, 1411/2–1417
- Johann Contarini, 1424–1438?
- Franz von Conzié, 1430–1432
- Franz Condolmero, 1438–1453
- Gregor Melissenus (Mammas), 1454/5–1459
- Изидор от Киев, 1459–1463
- Василий Бесарион, 1463–1472
- Pietro Riario, O.F.M. Conv. 1472–1474
- Hieronymus Lando, 1474–1497
- Johann Michiel (или Michele), 1497–1503
- Johann Borgia Стари, 24 април 1503–1 август 1503
- Franz von Lorris, 1503–1506
- Thomas Baekas von Erdoed, 1507–1521
- Marcus Conraro, 1521–1524
- Ägidius de Viterbo, O.S.A. 1524–1530
- Francesco de Pisauro, 1530–1545?
- Марино Гримани, 1545–1546
- Ранучио Фарнезе, O.E.S.S.H. 1546–1550
- Фабио де Колумна, 1550–1554
- Ранучио Фарнезе, O.E.S.S.H. 1554–1565
- Сципионе Ребиба, 1565–1573
- Проспер Ребиба, 1573–1593
- Силвио Савели, 1594–1596
- Херкулес Тасони, 1596–1597
- Bonifazio Bevilacqua Aldobrandini, 1598–1599
- Bonaventura Secusio a Caltagirone, O.F.M. Obs. 1599–1618
- Асканио Гезуалдо, 1618–1638
- Francesco Maria Macchiavelli, 1640–1641
- Giovanni Giacomo Panciroli, 1641–1643
- Giovanni Battista Spada, 1643–1654
- Волумнио Бандинели, 1658–1660
- Стефано Уголини, 1667–1681
- Odoardo Cibo, 1689–1706
- Lodovico Pico Della Mirandola, 1706–1712
- Andreas Riggio, 1716–1717
- Camillo Cibo, 1718–1729
- Mundillus Orsini, C.O. 1729–1751
- Ferdinando Maria de Rossi, 1751–1759
- Philippus Iosias Caucci, 1760–1771
- Ioannes de Portugal de la Puebla, 1771–1781
- Franciscus Antonius Marucci, 1781–1798
- Бенедикто Феная, C.M. 1805–1823
- Giuseppe della Porta Rodiani, 1823–1835
- Giovanni Soglia Ceroni, 1835–1839
- Антонио Мариа Траверзи, 1839–1842
- Giovanni Giacomo Sinibaldi, 27 януари 1843–2 септември 1843
- Fabio Maria Asquini, 1844–1845
- Giovanni Giuseppe Canali, 1845–1851
- Domenico Lucciardi, 10 април 1851–5 септември 1851
- Josephus Melchiades Ferlisi, 1860–1865
- Rogerius Aloysius Emygdius Antici Mattei, 1866–1878
- Jacobus Gallo, 1878–1881
- Вакант, 1881–1887
- Julius Lenti, 1887–1895
- Giovanni Battista Casali del Drago, 1895–1899
- Alexander Sanminiatelli Zabarella, 1899–1901
- Карло Ноцела, 1901–1903, † 1908 (преди това Латински патриарх на Антиохия)
- Giuseppe Ceppetelli, 1903–1917
- Вакант, 1917–1923
- Michele Zezza di Zapponeta, 1923–1927
- Антонио Анастасио Роси, 1927–1948
- Вакант, 1948–1964
- 1964 прекратен